# Eleotris pseudacanthopomus
Eleotris pseudacanthopomus är en fiskart som beskrevs av Bleeker, 1853. Eleotris pseudacanthopomus ingår i släktet Eleotris och familjen Eleotridae. Inga underarter finns listade i Catalogue of Life.